# Црква Архангела Михаила (Чамзинка)
Црква Архангела Михаила  је делујућа православна црква подигнута 1988. године у центру села Чамзинка (раније је у селу постојала истоимена црква брвнара, која је уништена у совјетско време). Храм припада Ардатовској епархији Руске православне цркве.

## Положај и статус
Црква Архангела Михаила се налази на десној обали реке Тала у  центру села Чазминка  у низу историјских и модерних грађевина.
Припада административном центру Чамзинског округа у саставу Мордовије, или званично Републике Мордовије (рус. Республика Мордовия, мокш. и ерз. Мордовия Республикась), понегде названа Мордова и Мордвинија, у конститутивном субјекту Руске Федерације са статусом аутономне републике на простору поволшке Русије.
Пре октобарске револуције, село је припадало Коржевској волости Карсунског округа Симбирске покрајине. У списковима насељених места 1863. и 1913. године наводи се као село са више од 100 домаћинстава. Становништво у селу је претежно руско.
Храм као део Мордовске митрополије,  припада Ардатовској епархији Руске православне цркве,  у чијем у саставу је Ардатовски, Атјашевски Бољшеберезниковски Бољшегнатовски, Дубјонски и Чамзински рејон. Републике Мордовије.
Објекат је проглашен за културног наслеђа, као споменик историје и културе од регионалног значаја.

## Назив
Црква је названа по Архангелу Михаилу (хебр. מיכאל Микха'ел — „ко је као Бог?“; арап. ميخائيل Михаил; грч. Μιχαήλ; лат. Michael) чије име носи црква у Чамзинки је архангел, принц анђела, у јеврејској, хришћанској и исламској традицији. Сматра се заповедником небеске војске. Помиње се у Старом завету. За Јевреје, арханђел Михаило је заштитник Израела и синагоге. Хришћанство га сматра заштитником Саборне цркве и првим од седам арханђела, као и победника Луцифера и Сатане. Због тога се у уметности увек представља у римском оклопу са подигнутим мачем или копљем како прети неком демону или змају. Он се сматра чуварем вере православне и борцем против јереси.

## Историја
Први дрвени храм изградили су  парохијани Чамзинке 1879. године, и у њој Часну трпезу освештали у име Архангела Михаила Божијег.
Црква је поседовала једну десетину властелинства и 33 десетине оранице.
Свештенство су чинили свештеник и псалмопојац који су живели порти храма у јавним кућама на црквеном земљишту. Свештенству је исплаћивана плата из благајне: свештенику 300 рубаља, псалмопојцу 100 рубаља. 
Од 1898. године при цркви је постојала парохијска школа, која је имала за ту намену посебну зграду.
Храм је у првој половини 20. века односно у совјетско време девастиран јер је зграда храма коришћена као механичка радионица државне фарме.
Након оснивања Саранске епархије у селу Чамзинка, подигнута је нова камена црква, изграђена за кратко време. Црква је подигнута на новом месту, а на месту порушене старе цркве подигнут је крст.  Новосаграђену цркву је 1998. године освештао епископ саранско-мордовски Варсонофије (Судаков) у име Архангела Михаила, као и његовог порушеног претходника.
Црква поседује библиотеку православне књижевности и недељну школу „Сунчев зрак“. Тренутно је игуман цркве протојереј Виталиј Кузјанов.

## Архитектура
Храм је квадратне основе са апсидом, недостају трпезарија и звоник. Храм изнутра без ослонаца, очигледно, био је прекривен осмоугаоним затвореним сводом. Храм има три идентичне фасаде, украшене украсним детаљима у псеудоруском стилу. Сви декоративни детаљи на фасадама су од цигле. Углови апсиде су такође завршени пиластрима. Црква је изнутра омалтерисана. Дуж врха зидова четвороугла пролази штукатурски профилисани венац. У апсиди и изнад улаза налазе се правоугаоне плоче., а металне шипке су убачене у прозоре.
Главне димензије храма: 16 х 10,5 м. Таваница храма није сачувана, апсида је дозидана, а на појединим местима површински слој опеке је уништен.
Карактеристика овог храма је одсуство трпезарије и  из звоника. Природа декоративне декорације омогућава да се изградњу цркве датира на почетак 20. века.

## Обнова цркве
Крајем 2010-их започети су обимни радови на поправци унутрашњег уређења цркве Архангела Михаила, која је трајала неколико година.
Радове на рестаурацији водио је настојатељ парохије протојереј Виталиј Кузјанов. По завршеној обнови преображени храм постао је украс Чамзинског округа и целе Ардатовске епархије.